# Der Trödelladen in der Tsimiski

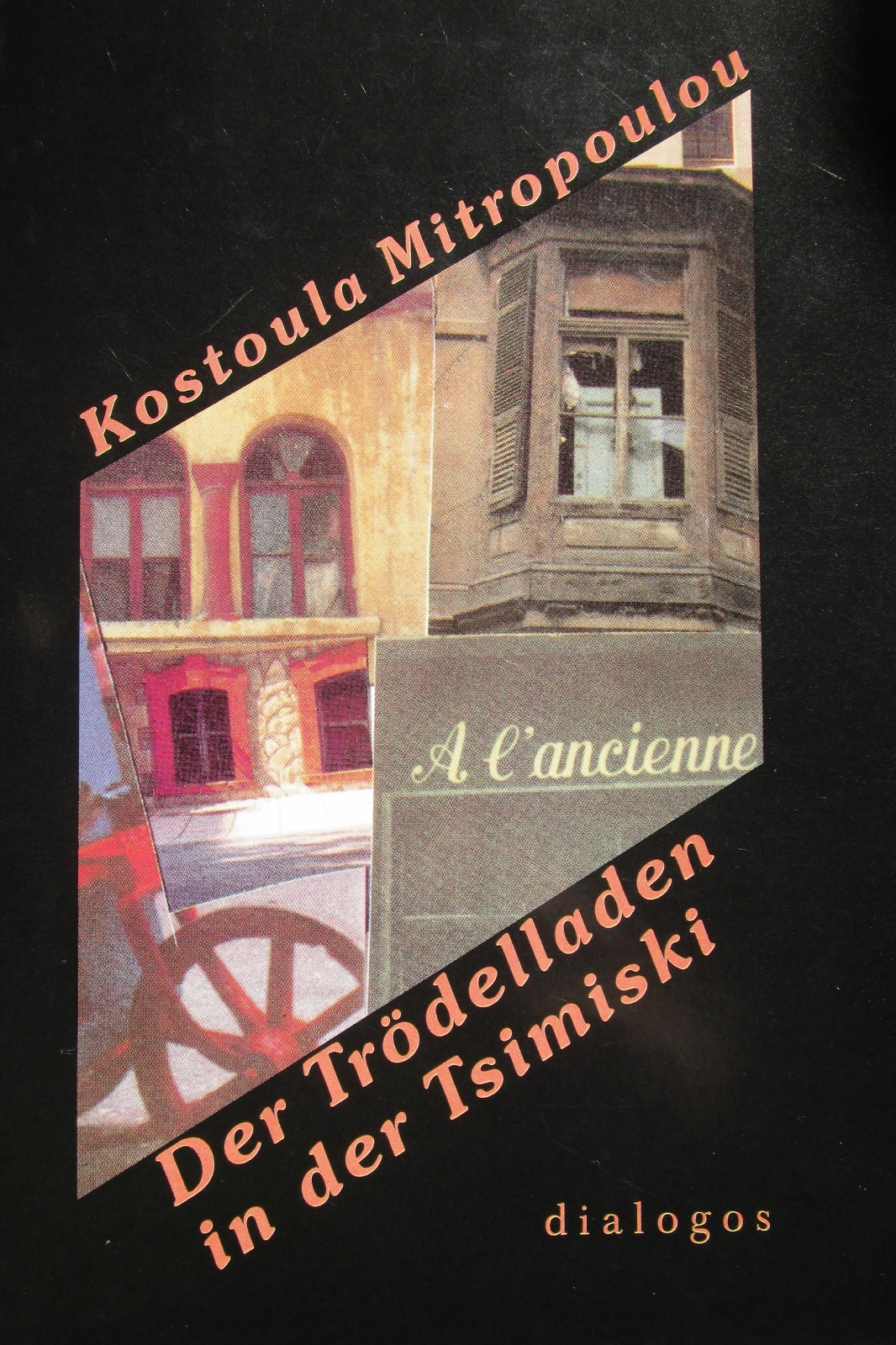
Deutsche Ausgabe des Buches: Der Trödelladen in der Tsimiski

Der Trödelladen in der Tsimiski ist eine 80-seitige Novelle der griechischen Autorin Kostoula Mitropoulou (griechisch 1988 unter dem Titel Το παλαιοπωλείο στην Τσιμισκή, deutsch 1990, Übersetzerin: Gaby Wurster). Sie handelt von einer Amour fou zwischen einem 53-jährigen Mann und einem 19-jährigen Mädchen.

## Schauplatz
Der Laden befindet sich im Zentrum von Thessaloniki, in der Odos Ioanni Tsimiski (Οδός Ιωάννη Τσιμισκή Ioannis-Tsimiskis-Straße). Die Autorin aus Athen fängt den Lokalstolz der Saloniker ein, wenn sie das Mädchen sagen lässt: „Meine Küstenpromenade tausche ich gegen nichts in der Welt“. Der Stadt wird eine gewisse Großstadtmelancholie nachgesagt, die in der Novelle unter anderem durch die Beschreibung des Wetters in der kalten Jahreszeit (Regen, Nebel, dann auch Schneeregen) anschaulich wird.

## Handlung
Der Alte befindet sich in seinem Laden, als er von der hellen Erscheinung der jungen Frau überwältigt wird und an Ort und Stelle mit ihr schläft. Ungern lässt er sie gehen. Eine „graue Frau“ ist die Dritte im Bunde. Während der Alte im Laden unter „versteinerten Sachen, die die Gestalt geliebter Toter bewahren“ verharrt, nötigt er die graue Frau, die junge Geliebte draußen zu suchen und zurückzubringen. Sporadisch kehrt die junge Frau zurück, bleibt einmal sogar eine ganze Nacht. Als der Alte die Tür abschließt, reagiert sie panisch und verbrüht ihn mit dem Inhalt eines Kochtopfes. Es dauert 45 Tage, bis er soweit genesen ist, dass er mit unansehnlichen Brandnarben am ganzen Körper aus dem Krankenhaus entlassen wird. Wieder verbringt er eine Liebesnacht mit der jungen Geliebten. Eines Tages ruft sie vom Bahnhof an und verabschiedet sich endgültig. Später erfährt zunächst die graue Frau aus der Zeitung, dass jene mit dem Motorrad tödlich verunglückt ist. Der Alte soll sie identifizieren und entführt den Leichnam in seinen Laden. Danach wird er tot unter ihr liegend aufgefunden.

## Deutung

### Wilde Leidenschaft
Der Alte und die graue Frau wollen sich beide die Leidenschaft der jungen Frau nutzbar machen. Für ihr Umfeld – ein Freund ist den Drogentod gestorben – und das Leben der Motorradclique interessieren sie sich nicht. Die graue Frau verkörpert dagegen das Realitätsprinzip und die Vergangenheit des Alten. „Nur ich bin er. Wir wurden im selben Augenblick geboren.“

### Aufbäumen gegen den Tod
Das Liebesabenteuer mit der jungen Frau, die zum Alten Daddy sagt, ist „nichts als der Ausdruck der panischen Angst vor dem Ende, das uns alle erwartet“.

### Motiv des Ladens
Der Laden verändert sich nicht. In ihm ist die Zeit angehalten. Dieses Motiv hat auch ein anderer Autor, Samuel Agnon, in diesem Sinne verwendet.

## Literarische Einflüsse
Die Autorin (geb. am 6. Mai 1933 in Piräus, gest. am 31. Januar 2004 in Athen) war von der aus Frankreich stammenden Stilrichtung des Nouveau roman beeinflusst. Neben Prosa schrieb sie zahlreiche Theaterstücke und Liedtexte populärer griechischer Musik. Für das Drehbuch des Films Der Trödelladen in der Tsimiski erhielt sie 1989 den European Script Award Fund.